# Opeas pumilum
Opeas pumilum är en snäckart som först beskrevs av Ludwig Pfeiffer 1840.  Opeas pumilum ingår i släktet Opeas och familjen sylsnäckor. Inga underarter finns listade i Catalogue of Life.